# Cyanea maritae
Cyanea maritae là loài thực vật có hoa trong họ Hoa chuông. Loài này được Lammers & H.Oppenh. mô tả khoa học đầu tiên năm 2004.